# Johannes Luchtmans

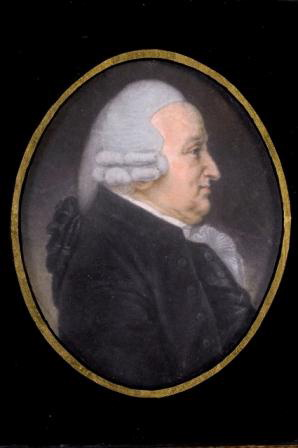
Johannes Luchtmans

Johannes Luchtmans (Leiden, 1726 - 25 november 1809) was een boekhandelaar en boekdrukker in de Nederlandse stad Leiden.

## Leven
Johannes was een zoon van Samuel Luchtmans (I) en Cornelia van Musschenbroek. Met zijn broer Samuel Luchtmans (II) bezocht Johannes het gymnasium. Zij sloten hun studie af op dezelfde dag in 1740 met het uitspreken van hun oratie, respectievelijk de Origine urbis Leydae en de Origine academiae Leydensis. Johannes trouwde met Maria 'Mietje' Johanna Reijtsma.
In november 1748 werd Johannes ingeschreven als boekhandelaar en uitgever. Zijn vader was eigenaar van een goedlopende boekhandel, drukkerij en uitgeverij, de nog altijd in Leiden gevestigde uitgeverij Brill, toen nog bekend onder de naam Luchtmans. Op 31 december 1755 namen Johannes en Samuel het bedrijf van hun vader over.
De zaken bleven zich voorspoedig ontwikkelen. Ze kregen het contract van stads- en universiteitsboekdrukker, werden hoofdlieden van het gilde, en maakten zakenreizen naar Duitsland, Engeland en Frankrijk. Hun internationale contacten strekten zich uit tot in Constantinopel en Amerika.
Samuel, die een zwakke gezondheid had, overleed op 18 september 1780, waarna Johannes het bedrijf tot zijn overlijden op 25 november 1809 voortzette met de zoon van zijn broer, ook Samuel genaamd. Een afbeelding van de broers is bewaard gebleven op een in plano gedrukt blad getiteld: Die Büchhändler-Familie Luchtmans in Leyden.
In 1784 erfde Johannes de buitenplaats Haagwijk aan de Hoge Rijndijk van zijn moeder. In 1810 vererfde het op zijn dochter Cornelia. Haar erfgenamen verkochten het buiten met de overtuin op 16 maart 1821 aan Gerard Coninck.

## Uitgaven
Belangrijke uitgaven van Samuel en Johannes Luchtmans waren:
- Timaeus Sophista van Ruhnkenius (1754 en tweede uitgaaf 1789)
- Justinus van Abraham Gronovius (1760)
- Callimachus van Johann August Ernesti (1761)
- Aristophanes van Petrus Burmannus Secundus (1761)
- Cicero's Rhetorica ad Herennium (1761)
- het tweede deel van Hesychius door Ruhnkenius (1765)
- Hippolytus van Euripides van L.C. Valckenaer (1764)
- Plutarchus de sera Numinis vindicta door D. Wyttenbach (1772)
- Antoninus Liberalis van H. Verheyk (1774)
- Frontinus, tweede uitgave van Cornelius Oudendorp (1779)
- Vellejus Paterculus van Ruhnkenius (1779)
- Pomponius Mela van Abraham Gronovius, laatste uitg. (1782)
- Homeri Hymnus in Cererem van Ruhnkenius (1782, nieuwe uitg. 1802)
- Celsus van Targa (2 d. 1785)
- Apulejus van F. Oudendorp, eerste deel (1786)
- Apollonius Sophista van H. Tollius (1788)
- Ruhnkenii Scholia in Platonem (1792)
- Eutropius van Verheyk (1782, nieuwe uitg. 1793)
- M.A. Mureti Opera van Ruhnkenius (4 d. 1789)
- Rudimenta linguae Arabicae van Thomas Erpenius (1770)